# Demi-groupe involutif
 (janvier 2024).
La mise en forme du texte ne suit pas les recommandations de Wikipédia : il faut le « wikifier ».
Les points d'amélioration suivants sont les cas les plus fréquents. Le détail des points à revoir est peut-être précisé sur la page de discussion.
- Les titres sont pré-formatés par le logiciel. Ils ne sont ni en capitales, ni en gras.
- Le texte ne doit pas être écrit en capitales (les noms de famille non plus), ni en gras, ni en italique, ni en « petit »…
- Le gras n'est utilisé que pour surligner le titre de l'article dans l'introduction, une seule fois.
- L'italique est rarement utilisé : mots en langue étrangère, titres d'œuvres, noms de bateaux, etc.
- Les citations ne sont pas en italique mais en corps de texte normal. Elles sont entourées par des guillemets français : « et ».
- Les listes à puces sont à éviter, des paragraphes rédigés étant largement préférés. Les tableaux sont à réserver à la présentation de données structurées (résultats, etc.).
- Les appels de note de bas de page (petits chiffres en exposant, introduits par l'outil «  Source ») sont à placer entre la fin de phrase et le point final[comme ça].
- Les liens internes (vers d'autres articles de Wikipédia) sont à choisir avec parcimonie. Créez des liens vers des articles approfondissant le sujet. Les termes génériques sans rapport avec le sujet sont à éviter, ainsi que les répétitions de liens vers un même terme.
- Les liens externes sont à placer uniquement dans une section « Liens externes », à la fin de l'article. Ces liens sont à choisir avec parcimonie suivant les règles définies. Si un lien sert de source à l'article, son insertion dans le texte est à faire par les notes de bas de page.
- La présentation des références doit suivre les conventions bibliographiques. Il est recommandé d'utiliser les modèles {{Ouvrage}}, {{Chapitre}}, {{Article}}, {{Lien web}} et/ou {{Bibliographie}}. Le mode d'édition visuel peut mettre en forme automatiquement les références.
- Insérer une infobox (cadre d'informations à droite) n'est pas obligatoire pour parachever la mise en page.

Pour une aide détaillée, merci de consulter Aide:Wikification.
Si vous pensez que ces points ont été résolus, vous pouvez retirer ce bandeau et améliorer la mise en forme d'un autre article.
En mathématiques, notamment en algèbre générale, un demi-groupe involutif ou un *-demi-groupe est un demi-groupe doté d'un anti-automorphisme involutif.
Cette involution, considérée comme un opérateur unaire, rapproche en quelque sorte la structure de demi-groupe de celle d'un groupe, car la fonction qui à un élément d'un groupe associe son inverse est un anti-automorphisme involutif. Pour autant, tous les anti-automorphismes involutifs ne sont pas nécessairement des opérateurs d'inversion :  il existe de nombreux exemples de demi-groupes involutifs qui ne sont pas des groupes.
Les demi-groupes involutifs apparaissent pour la première fois dans un article en russe de Viktor Wagner de 1953, dans une tentative de relier la théorie des demi-groupes avec celle des demi-tas.

## Définition

### Premier exemple et intuition
Un exemple important de demi-groupe involutif est le demi-groupe librement généré par un alphabet muni de l'inversion de l'ordre des lettres d'un mot. Intuitivement, il s'agit de l'ensemble des mots sur un alphabet, muni de la concaténation (la mise bout à bout de deux mots) et de l'opération unaire qui consiste à prendre un mot et le lire à l'envers. Formellement, pour un mot {\displaystyle w=w_{1}w_{2}...w_{n}} avec {\displaystyle w_{1},...,w_{n}} des lettres de l'alphabet {\displaystyle \Sigma }, on pose
{\displaystyle w^{*}=w_{n}...w_{2}w_{1}}
Par exemple, on a {\displaystyle (involutif)^{*}=fitulovni}. On remarque alors que
- Inverser une deuxième fois l'ordre des lettres permet de revenir à l'ordre de lettre initial, c'est-à-dire {\displaystyle (w^{*})^{*}=w}
- Inverser l'ordre des lettres de la concaténation de deux mots revient à inverser l'ordre des lettres du deuxième mot, puis à le concaténer au premier, lui aussi inversé, c'est-à-dire {\displaystyle (vw)^{*}=w^{*}v^{*}}, avec {\displaystyle v} et {\displaystyle w} deux mots.

À propos de cette dernière propriété, appelée propriété d'antimorphisme, HSM Coxeter fait remarquer qu'il « devient clair lorsque nous pensons à {\displaystyle x} et {\displaystyle y^{*}} comme les opérations consistant à enfiler nos chaussettes et nos chaussures, respectivement », avec l'idée que si {\displaystyle x}  signifie « enfiler sa chaussette » et {\displaystyle y}  signifie « enfiler sa chaussure », alors pour enlever à la fois la chaussette et chaussures {\displaystyle (xy)^{*}}, il faut commencer par enlever la chaussure, puis la chaussette  {\displaystyle y^{*}x^{*}}.

### Définition formelle
Soit {\displaystyle S} un demi-groupe dont l'opération binaire est écrite de manière multiplicative. Une involution sur {\displaystyle S} est un anti-automorphisme de période 2, c'est-à-dire
1. Période 2 : pour tout {\displaystyle x} dans {\displaystyle S}, {\displaystyle (x^{*})^{*}=x}.
2. Antimorphisme : pour tout {\displaystyle x}, {\displaystyle y} dans {\displaystyle S}, {\displaystyle (xy)^{*}=y^{*}x^{*}}.

Le demi-groupe {\displaystyle S} muni de l'involution {\displaystyle {}^{*}} est appelé un demi-groupe involutif, ou encore *-demi-groupe.
Les semi-groupes qui ne satisfont que le premier de ces axiomes appartiennent à la classe plus large des U-demi-groupes.

## Exemples
1. En algèbre linéaire, le monoïde multiplicatif des matrices carrées muni de la transposition est un monoïde involutif. En effet, on a bien  {\displaystyle (A^{\intercal })^{\intercal }=A} et {\displaystyle (AB)^{\intercal }=B^{\intercal }A^{\intercal }}. Cependant, pour une matrice arbitraire, {\displaystyle AA^{\intercal }} n'est pas égale à la matrice identité : c'est donc un exemple de monoïde involutif mais non inversif.
2. Si {\displaystyle S} est un demi-groupe commutatif alors l'identité sur S est une involution.
3. Si {\displaystyle S} est un groupe alors l'inversion * : {\displaystyle S\rightarrow S} définie par {\displaystyle x^{*}=x^{-1}} est une involution. De plus, sur un groupe abélien, cette application et celle de l'exemple précédent sont des involutions au sens des demi-groupes[3].
4. Si {\displaystyle S} est un demi-groupe inversif alors l'inverse au sens des demi-groupes est une involution qui laisse les idempotents invariants. De même que dans l'exemple précédent, un demi-groupe inversif peut avoir d'autres involutions, et même d'autres involution qui laissent les idempotents invariants, comme par exemple l'identité sur un demi-groupe commutatif régulier, donc inversif. Un demi-groupe régulier est un demi-groupe inversif si et seulement s'il admet une involution pour laquelle chaque idempotent est un invariant [4].
5. Chaque C*-algèbre contient un *-demi-groupe. Un exemple important est l'algèbre {\displaystyle M_{n}(\mathbb {C} )} des matrices carrées de taille {\displaystyle n} sur {\displaystyle \mathbb {C} }, avec la transposition conjuguée comme involution.
6. Le monoïde des relations binaires sur ensemble {\displaystyle X} est un *-demi-groupe, où R* est la relation inverse de R. C'est un exemple de *-demi-groupe qui n'est pas régulier.
7. Le monoïde libre sur un alphabet {\displaystyle \Sigma }  est un *-demi-groupe, avec * l'inversion de l'ordre des lettres d'un mot.
8. L'ensemble {\displaystyle A\times A}, muni  du produit {\displaystyle (a,b)(c,d)=(a,d)} est une bande rectangulaire. On peut la munir de l'involution {\displaystyle (a,b)^{*}=(b,a)} pour obtenir un demi-groupe involutif. Ce demi-groupe est également un demi-groupe régulier, comme toutes les bandes [5].

## Concepts et propriétés de base

### Élément hermitien
Un élément {\displaystyle x} d'un demi-groupe involutif est dit hermitien (par analogie avec une matrice hermitienne) lorsqu'il est laissé invariant par l'involution, c'est-à-dire {\displaystyle x^{*}=x} . Les éléments de la forme {\displaystyle xx^{*}} ou {\displaystyle x^{*}x} sont toujours hermitiens, de même que toutes les puissances d'un élément hermitien. Un demi-groupe {\displaystyle S} est inversif si et seulement si {\displaystyle S} est régulier et admet une involution pour laquelle tout idempotent est hermitien.

### Isométries partielles et projections
Certains concepts de base peuvent être définis sur les *-demi-groupes en analogie aux éléments réguliers. Une isométrie partielle est un élément {\displaystyle s} tel que {\displaystyle ss^{*}s=s}. L'ensemble des isométries partielles d'un demi-groupe {\displaystyle S} est noté {\displaystyle PI(S)}. Une projection est un élément {\displaystyle e} à la fois idempotent et hermitien, c'est-à-dire {\displaystyle ee=e} et {\displaystyle e^{*}=e}. Toute projection est une isométrie partielle. De plus, si {\displaystyle s} est une isométrie partielle alors {\displaystyle s^{*}s} et {\displaystyle ss^{*}} sont des projections. Si {\displaystyle e} et {\displaystyle f} sont des projections, alors {\displaystyle e=ef} si et seulement si {\displaystyle e=fe}.
Les isométries partielles peuvent être partiellement ordonnées en posant {\displaystyle s\leq t} si et seulement si {\displaystyle s=ss^{*}t} et {\displaystyle ss^{*}=ss^{*}tt}, ou, de manière équivalente, si et seulement si {\displaystyle s=et} et {\displaystyle e=ett^{*}} avec {\displaystyle e} une projection. Dans un *-demi-groupe, {\displaystyle PI(S)} est un groupoïde ordonné dont le produit partiel est donné par {\displaystyle s\cdot t=st}  si {\displaystyle s^{*}s=tt^{*}}.

#### Exemples
Dans le *-demi-groupe des relations binaires sur un ensemble, les isométries partielles sont les relations difonctionnelles. Les projections dans ce *-demi-groupe sont les relations d'équivalence partielle.
Les isométries partielles dans une C*-algèbre sont exactement les isométries partielles au sens des demi-groupes involutifs. Dans le cas de {\displaystyle M_{n}(\mathbb {C} )}, si {\displaystyle E} et {\displaystyle F} sont des projections, alors {\displaystyle E\leq F} si et seulement si {\displaystyle im} {\displaystyle (E)\subseteq im(F)}. Pour deux projections quelconques, si {\displaystyle E\cap F=V}, alors la projection unique {\displaystyle J} d'image {\displaystyle V} et de noyau le complément orthogonal de {\displaystyle V} est l'intersection de {\displaystyle E} et {\displaystyle F}. Puisque les projections forment un demi-treillis, les isométries partielles sur {\displaystyle M_{n}(\mathbb {C} )} forment un demi-groupe inversif dont le produit est donné par {\displaystyle A(A^{*}A\wedge BB^{*})B} .

## Régularité
Il existe deux notions de régularité liées, mais distinctes, pour les *-semigroupes. Elles ont été introduites presque simultanément par Nordahl et Scheiblich en 1978 et par Drazin en 1979.

### Demi-groupes involutifs réguliers au sens de Nordahl et Scheiblich
Comme mentionné dans les exemples précédents, les demi-groupes inversifs sont une sous-classe des *-demi-groupe. Un résultat standard de la  théories des demi-groupes affirme qu'un demi-groupe est inversif si et seulement s'il est régulier et ses idempotents commutent. En 1963, Boris M. Schein a montré que les deux axiomes suivants fournissent une caractérisation analogue des demi-groupes inversifs comme une sous-variété de *-semi-groupes :
- {\displaystyle x=xx^{*}x}
- {\displaystyle (xx^{*})(x^{*}x)=(x^{*}x)(xx^{*})}

La premier axiome ressemble à la définition d’un élément régulier et le second la commutation de deux idempotents. On sait cependant que les demi-groupes réguliers ne forment pas une variété car leur classe ne contient pas d'objets libres (un résultat établi par DB McAlister en 1968). Ce raisonnement a motivé Nordahl et Scheiblich en 1977 à étudies les variétés de *-demi-groupes qui satisfont uniquement le premier de ces deux axiomes. En raison de la similitude avec les axiomes des semi-groupes réguliers, ils ont nommé cette variété les *-demi-groupes.
Tout *-demi-groupe régulier est également un demi-groupe régulier car {\displaystyle x^{*}} s'avère être un inverse de {\displaystyle x}. La bande rectangulaire de l'exemple 7 est un *-demi-groupe régulier non inversif. Il est également facile de vérifier que dans un *-demi-groupe régulier, le produit de deux projections est  toujours idempotent. Ainsi; dans l'exemple de bande rectangulaire, les projections sont des éléments de la forme {\displaystyle (x,x)} et, comme tous les éléments d'une bande, sont idempotentes. En revanche, dans cette bande, deux projections différentes ne commutent pas toujours, et leur produit n'est pas nécessairement une projection puisque {\displaystyle (a,a)(b,b)=(a,b)}.
Les demi-groupes satisfaisant uniquement {\displaystyle x^{**}=x=xx^{*}x} (mais pas nécessairement l'antidistributivité de * sur la multiplication) ont également été étudiés sous le nom de I-demi-groupes.

#### P-systèmes
Le problème consistant à déterminer si semigroupe régulier est aussi un *-semigroupe régulier (au sens de Nordahl et Scheiblich) a été abordé par M. Yamada en 1982. Il définit un P-système {\displaystyle F(S)} comme un sous-ensemble d'idempotents de S. En utilisant la notation usuelle {\displaystyle V(a)} pour les inverses de {\displaystyle a}, {\displaystyle F(S)} doit satisfaire les axiomes suivants :
1. Pour tout {\displaystyle a} dans {\displaystyle S}, il existe un unique {\displaystyle a^{\circ }} dans {\displaystyle V(a)} tel que {\displaystyle aa^{\circ }} et {\displaystyle a^{\circ }a} appartiennent à {\displaystyle F(S)}
2. Pour tout {\displaystyle a} dans {\displaystyle S} et {\displaystyle b} dans {\displaystyle F(S)}, {\displaystyle a^{\circ }ba'} appartient à {\displaystyle F(S)}, avec {\displaystyle {}^{\circ }} l'opération définie par l'axiome précédent
3. Pour tous {\displaystyle a}, {\displaystyle b} dans {\displaystyle F(S)}, {\displaystyle ab} est idempotent

Un demi-groupe régulier {\displaystyle S} est un demi-groupe *-régulier au sens de Nordahl et Scheiblich si et seulement s'il possède un P-système {\displaystyle F(S)}. Dans ce cas, {\displaystyle F(S)} est l'ensemble des projections de {\displaystyle S} pour l'involution ° définie par {\displaystyle F(S)}. Dans un demi-groupe inversif, le demi-treillis des idempotents est un p-système. De plus, si un demi-groupe régulier {\displaystyle S} a un p-système fermé par multiplication (autrement dit, c'est un sous-demi-groupe), alors {\displaystyle S} est un demi-groupe inversif. Ainsi, un P-système peut être vu comme une généralisation du demi-teillis des idempotents d'un demi-groupe inversif.

### Demi-groupes *-réguliers au sens de Drazin
Un *-demi-groupe {\displaystyle S} est appelé un demi-groupe *-régulier (au sens de Drazin) lorsque pour tout {\displaystyle x} dans {\displaystyle S}, {\displaystyle x^{*}} est {\displaystyle {\mathcal {H}}}-équivalent à un inverse de {\displaystyle x}, où {\displaystyle {\mathcal {H}}} est la relation de Green {\displaystyle {\mathcal {H}}}. Cette propriété  peut être formulée de plusieurs manières équivalentes. Une autre consiste à dire que chaque classe {\displaystyle {\mathcal {L}}} contient une projection. Une définition axiomatique est donnée par la condition suivante :  pour tout {\displaystyle x} dans {\displaystyle S}, il existe un élément {\displaystyle x'}  tel que {\displaystyle x'xx'=x'}, {\displaystyle xx'x=x}, {\displaystyle (xx')^{*}=xx'}, {\displaystyle (x'x)^{*}=x'x} . Michael P. Drazin est le premier à avoir prouvé qu'étant donné {\displaystyle x}, l'élément {\displaystyle x'} satisfaisant ces axiomes est unique. L'élément {\displaystyle x'} est alors appelé l'inverse de Moore-Penrose de {\displaystyle x}. Cela est conforme à la définition classique de l'inverse de Moore-Penrose d'une matrice carrée.
Une des motivations pour étudier ces demi-groupes est qu'ils permettent de généraliser les propriétés de l'inverse de Moore-Penrose en remplaçant {\displaystyle \mathbb {R} } ou {\displaystyle \mathbb {C} } par des ensembles plus généraux.
Dans le demi-groupe {\displaystyle M_{n}(\mathbb {C} )}, l'application qui à une matrice {\displaystyle A} associe son conjugué hermitien {\displaystyle A^{*}} est une involution. Le demi-groupe {\displaystyle M_{n}(\mathbb {C} )} est un demi-groupe *-régulier pour cette involution. L'inverse de Moore – Penrose de A est alors l'inverse de Moore – Penrose usuel de {\displaystyle A}.

## Demi-groupe involutif libre
Comme pour toutes les variétés, la catégorie des demi-groupes involutifs admet des objets libres. La construction d'un demi-groupe (ou monoïde) involutif libre est basée sur celle d'un demi-groupe libre (et respectivement celle d'un monoïde libre). On peut facilement déduire la construction d’un groupe libre à partir de celle d'un monoïde involutif libre.
Les générateurs d'un demi-groupe involutif libre sont les éléments de l'union de deux ensembles disjoints en correspondance bijective : {\displaystyle Y=X\sqcup X^{\dagger }}. Dans le cas où les deux ensembles sont finis, leur union {\displaystyle Y} est parfois appelée alphabet à involution ou encore alphabet symétrique. Soit  {\displaystyle \theta :X\rightarrow X^{\dagger }} une bijection. {\displaystyle \theta } se prolonge naturellement en une bijection {\displaystyle {}\dagger :Y\to Y} en prenant l'union disjointe de {\displaystyle \theta }  avec son inverse :
{\displaystyle y^{\dagger }={\begin{cases}\theta (y)&{\text{si }}y\in X\\\theta ^{-1}(y)&{\text{si }}y\in X^{\dagger }\end{cases}}}
Soit alors {\displaystyle Y^{+}\,} comme le demi-groupe librement engendré par {\displaystyle Y\,} :
{\displaystyle w=w_{1}w_{2}\cdots w_{k}\in Y^{+}} avec {\displaystyle w_{i}\in Y.}
La bijection {\displaystyle \dagger } sur {\displaystyle Y} est alors prolongée comme une bijection {\displaystyle {}^{\dagger }:Y^{+}\rightarrow Y^{+}} définie comme l'inversion de l'ordre des lettres dans les mots de {\displaystyle Y^{+}\,},:
{\displaystyle w^{\dagger }=w_{k}^{\dagger }w_{k-1}^{\dagger }\cdots w_{2}^{\dagger }w_{1}^{\dagger }.}
La bijection {\displaystyle {}^{\dagger }} est une involution sur le demi-groupe {\displaystyle Y^{+}\,}. Ainsi, le demi-groupe {\displaystyle (X\sqcup X^{\dagger })^{+}} muni de {\displaystyle {}^{\dagger }\,}est un demi-groupe involutif, appelé demi-groupe involutif libre sur {\displaystyle X}. Expliciter {\displaystyle X^{\dagger }} et {\displaystyle \theta }  est inutile. Ceci est expliqué ci-dessous par la construction via la propriété universelle. Il est important que contrairement à l'exemple 6, l'involution de chaque lettre est un élément distinct dans un alphabet avec involution, et la même observation s'étend au demi-groupe involutif libre.
Pour construire le monoïde libre avec involution, on utilise le monoïde libre {\displaystyle Y^{*}=Y^{+}\cup \{\varepsilon \}}, où {\displaystyle \varepsilon \,}est le mot vide, à  la place de {\displaystyle Y^{+}\,}dans la construction précédente. Il suffit alors de poser  {\displaystyle \varepsilon ^{\dagger }=\varepsilon }.
La construction ci-dessus est en fait le seul moyen de prolonger une bijection {\displaystyle \theta \,}donnée de {\displaystyle X\,}dans {\displaystyle X^{\dagger }\,}, à une involution sur {\displaystyle Y^{+}\,}(et de même sur {\displaystyle Y^{*}\,}). Le qualificatif « libre » pour ces constructions s'expliquer par le fait qu'il s'agit de constructions universelles. Dans le cas du demi-groupe involutif libre, étant donné un demi-groupe involutif quelconque {\displaystyle S\,}et une fonction {\displaystyle \Phi :X\rightarrow S}, alors il existe homomorphisme de demi-groupe {\displaystyle {\overline {\Phi }}:(X\sqcup X^{\dagger })^{+}\rightarrow S} tel que {\displaystyle \Phi =\iota \circ {\overline {\Phi }}}, où{\displaystyle \iota :X\rightarrow (X\sqcup X^{\dagger })^{+}} est l'injection canonique. La construction de {\displaystyle (X\sqcup X^{\dagger })^{+}} est unique à isomorphisme près. Ce qui précède est valable pour le monoïde involutif libre en remplaçant les homomorphismes de demi-groupes par des homomorphismes de monoïdes.
La construction d'un groupe libre n'est pas très éloignée de celle d'un monoïde involutif libre. L'ingrédient supplémentaire nécessaire est d'une règle de réécriture pour produire des mots réduits en supprimant toutes les paires de lettres adjacentes de la forme {\displaystyle xx^{\dagger }} ou {\displaystyle x^{\dagger }x}. On peut montrer que l'ordre dans lequel ces paires sont supprimées n'a pas d'importance, c'est-à-dire que la règle de réécriture forme un système de réécriture confluent. De manière équivalente, un groupe libre peut être construit à partir d'un monoïde involutif libre, en prenant le quotient de ce dernier par la congruence {\displaystyle \{(yy^{\dagger },\varepsilon ):y\in Y\}}, parfois appelée la congruence de Dyck  (dans un certain sens, elle généralise le langage de Dyck à plusieurs types de « parenthèses »). De même que précédemment, la simplification de la congruence de Dyck a lieu quel que soit l'ordre de suppression. Si par exemple, ")" est l'inverse de "(", alors {\displaystyle ()=)(=\varepsilon }. La congruence unilatérale qui apparaît dans le langage Dyck proprement dit {\displaystyle \{(xx^{\dagger },\varepsilon ):x\in X\}}, qui n'autorise que {\displaystyle ()=\varepsilon } est appelée la congruence de Shamir. Le quotient d'un monoïde involutif libre par la congruence de Shamir n'est pas un groupe, mais un monoïde. Ce quotient a été notamment étudié par Eli Shamir.

## *-semigroupes de Baer
Un *-demi-groupe de Baer est un *-semigroupe avec zéro dans lequel l'annulateur à droite de chaque élément coïncide avec l'idéal à droite d'une certaine projection : pour tout {\displaystyle x\in S}, il existe une projection {\displaystyle e} telle que
{\displaystyle \{y\in S|xy=0\}=eS}
La projection {\displaystyle e} est en fait uniquement déterminée par {\displaystyle x} .
Plus récemment, les *-demi-groupes de Baer ont également été appelés demi-groupes de Foulis, d'après David James Foulis qui les a étudiés en profondeur,.

### Exemples et applications
L'ensemble de toutes les relations binaires sur un ensemble est un *-demi-groupe de Baer.
Les *-demi-groupes de Baer  sont également rencontrés en mécanique quantique, en particulier en tant que demi-groupes multiplicatifs des *-anneaux de Baer.
Si {\displaystyle H} est un espace de Hilbert, alors le demi-groupe multiplicatif des opérateurs bornés sur {\displaystyle H} est un *-demi-groupe de Baer. L'involution dans ce cas associe un opérateur à son adjoint.
Le *-demi-groupe Baer permet la coordination des treillis orthomodulaires.

## Remarques
1. ↑  Christopher Hollings, Mathematics across the Iron Curtain: A History of the Algebraic Theory of Semigroups, American Mathematical Society, 2014 (ISBN 978-1-4704-1493-1), p. 265
2. ↑  H.S.M. Coxeter, Introduction to Geometry, p. 33
3. ↑  C. van den Berg, J. P. R. Christensen et P. Ressel, Harmonic Analysis on Semigroups: Theory of Positive Definite and Related Functions, Springer Science & Business Media, 2012, 87–88 p. (ISBN 978-1-4612-1128-0)
4. ↑  Munn, Lemma 1
5. 1 2  Nordahl and Scheiblich
6. ↑  Easdown, David, and W. D. Munn. "On semigroups with involution." Bulletin of the Australian Mathematical Society 48.01 (1993): 93–100.
7. ↑  Lawson, p. 116
8. 1 2  Lawson, p. 117
9. ↑  Lawson, p. 118
10. ↑  Lawson p.122 and p.35
11. ↑  Lawson p.120
12. ↑  Crvenkovic and Dolinka
13. ↑  Nordahl and Scheiblich, Theorem 2.5
14. 1 2  Lawson p. 51
15. 1 2  Andrzej Ehrenfeucht, T. Harju et Grzegorz Rozenberg, The Theory of 2-structures: A Framework for Decomposition and Transformation of Graphs, World Scientific, 1999, 13–14 p. (ISBN 978-981-02-4042-4)
16. ↑  Jacques Sakarovitch, Elements of Automata Theory, Cambridge University Press, 305–306 p.
17. 1 2 3  Stephen Lipscomb, Symmetric Inverse Semigroups, American Mathematical Soc., 1996 (ISBN 978-0-8218-0627-2), p. 86
18. 1 2  Lawson p. 172
19. ↑  Ion Petre et Arto Salomaa, Handbook of Weighted Automata, Springer, 2009 (ISBN 978-3-642-01492-5), « Algebraic Systems and Pushdown Automata », p. 271
20. 1 2 3  Enrico G. Beltrametti et Gianni Cassinelli, The Logic of Quantum Mechanics, Cambridge University Press, 2010 (1re éd. 1981) (ISBN 978-0-521-16849-6), p. 178
21. 1 2  T.S. Blyth, Lattices and Ordered Algebraic Structures, Springer Science & Business Media, 2006, 101–102 p. (ISBN 978-1-84628-127-3)
22. ↑  Harding, John. "Daggers, Kernels, Baer *-Semigroups, and Orthomodularity". Journal of Philosophical Logic. 6 April 2013. DOI 10.1007/s10992-013-9275-5
23. 1 2  Foulis, D. J. Relative inverses in Baer *-semigroups. Michigan Math. J. 10 (1963), no. 1, 65–84. DOI 10.1307/mmj/1028998825